# Melittis melissophyllum
L'erba limona comune (nome scientifico Melittis melissophyllum L., 1753) è una piccola pianta erbacea perenne dai graziosi fiori labiati appartenente alla famiglia delle Lamiaceae.

## Tassonomia
Il genere Melittis si compone di una dozzina di specie, due delle quali vivono spontaneamente in Italia. La famiglia delle Lamiaceae è relativamente numerosa e comprende 258 generi con circa 6.970 specie. Nelle classificazioni più vecchie questa famiglia viene chiamata Labiatae.

### Variabilità
In questa specie la variabilità si esprime nella forma delle foglie e nel colore della corolla. Quest'ultima caratteristica però secondo Sandro Pignatti non può servire a distinguere dei gruppi tassonomici di qualche valore. Nell'elenco che segue sono indicate alcune varietà e sottospecie (l'elenco può non essere completo e alcuni nominativi sono considerati da altri autori dei sinonimi della specie principale o anche di altre specie):
- Melittis melissophyllum L. subsp. albida (Guss.) P.W. Ball (1971)
- Melittis melissophyllum L. subsp. carpatica (Klokov) P.W.Ball  (1971)
- Melittis melissophyllum L. subsp. sarmatica Gladkova
- Melittis melissophyllum L. var. albida (Guss.) Nyman (1881)
- Melittis melissophyllum L. var. carpatica  Soo & Borsos
- Melittis melissophyllum L. var. grandiflora (Sm.) Nyman (1881)
- Melittis melissophyllum L. var. melissophyllum : la base delle foglie è cordata (l'insenatura tra i due lobi è di 3 – 5 mm). I bordi della lamina fogliare possono essere retti oppure arcuati. Il colore della corolla varia dal rosso-cupo al bianco. Questa varietà è diffusa soprattutto al nord.
- Melittis melissophyllum L. var. kerneriana (Klokov) Soò et Borsos : la base delle foglie è troncata o arrotondata (comunque non cordata); le foglie sono inoltre più piccole (larghezza 3 cm; lunghezza 5 – 6 cm). Il colore della corolla è in prevalenza bianca. Questa varietà è diffusa al centro e sud.
- Melittis melissophyllum L. var. sarmatica Soo & Borsos

### Sinonimi
La specie di questa scheda ha avuto nel tempo diverse nomenclature. L'elenco che segue indica alcuni tra i sinonimi più frequenti:
- Melissa sylvestris Lam.
- Melissophyllum silvaticum St-Lager
- Melittis albida Guss. (sinonimo della subsp. albida)
- Melittis carpatica Klokov (sinonimo della subsp. carpatica)
- Melittis graeca Klokov (sinonimo della subsp. albida)
- Melittis grandiflora Sm. (1799)
- Melittis grandiflora sensu Klokov, non Sm. (sinonimo della subsp. carpatica)
- Melittis hispanica Klokov
- Melittis kerneriana Klokov
- Melittis sarmatica Klokov (sinonimo della subsp. carpatica)
- Melittis subcordata Klokov (sinonimo della subsp. carpatica)

### Specie simili
Specialmente la varietà kerneriana (Klokov) Soò et Borsos (a corolla bianca) può essere confusa con la specie Melittis albida Guss. - Erba limona bianca. Si distingue comunque in quanto quest'ultima è abbondantemente cosparsa di peli ghiandolari.

## Etimologia
Il nome generico (melittis) deriva da una radice greca (melitta oppure melissa) e significa “ape”, facendo riferimento alle proprietà mellifere di questa pianta.

L'epiteto specifico (melissophyllum) significa semplicemente "con foglie simili alla melissa".

Il binomio scientifico attualmente accettato (Melittis melissophyllum) è stato proposto da Carl von Linné (Rashult, 23 maggio 1707 –Uppsala, 10 gennaio 1778), biologo e scrittore svedese, considerato il padre della moderna classificazione scientifica degli organismi viventi, nella pubblicazione Species Plantarum del 1753. 

In lingua tedesca questa pianta si chiama Immenblatt; in francese si chiama Mélitte à feuilles de mélisse; in inglese si chiama: Bastard Balm.

## Descrizione

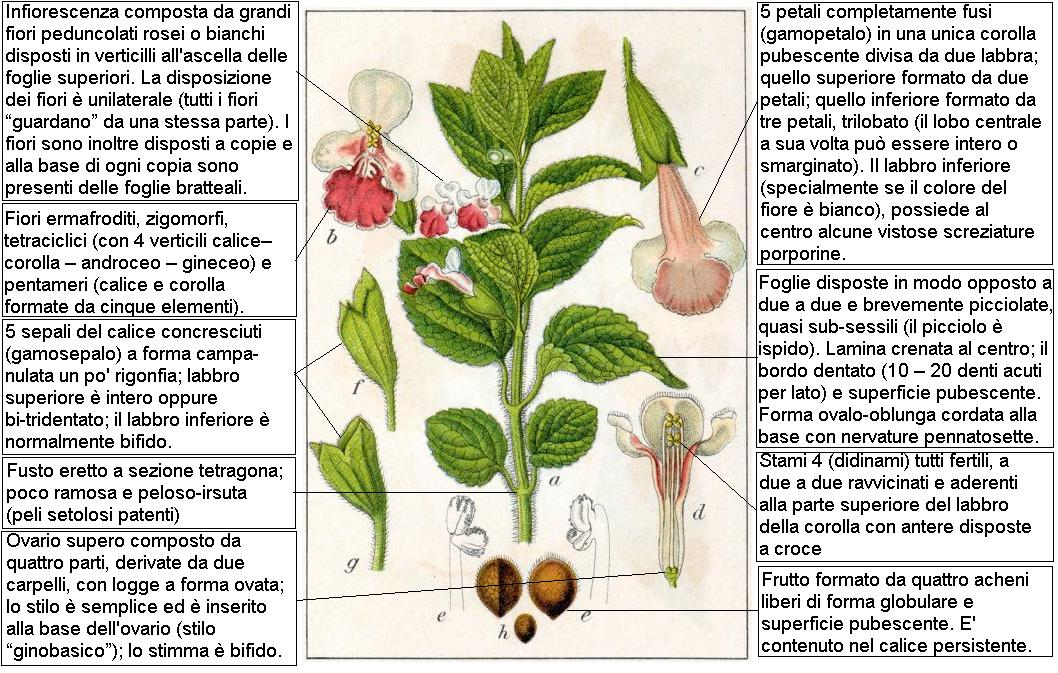
Descrizione delle parti della pianta

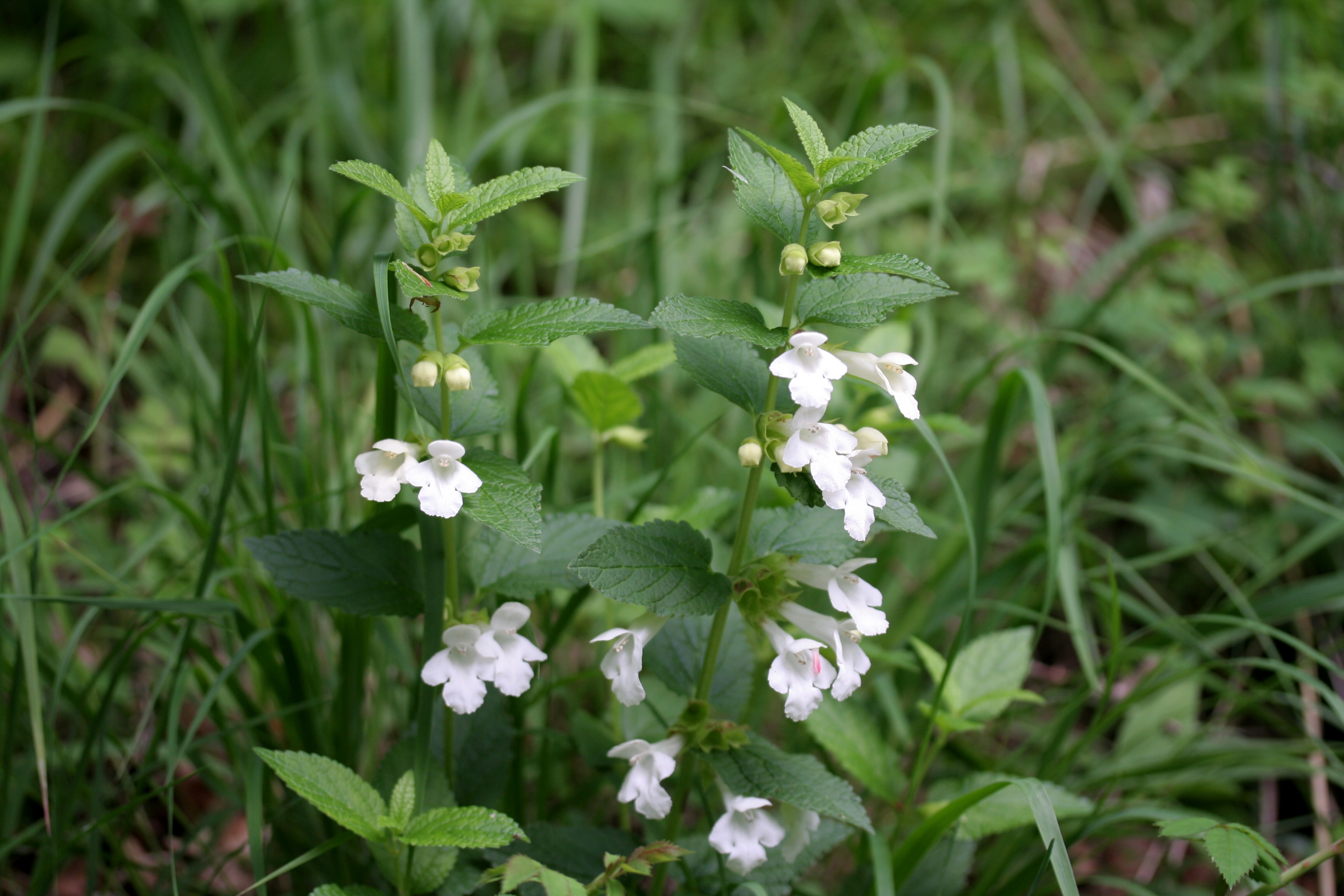
Il portamento
Località : Val Piana, Limana (BL), 850 m s.l.m. - 31/05/2008

Tutta la pianta ha un delicato aroma di limone. L'altezza della pianta oscilla fra i 30 e i 50 cm (minimo 20 cm; massimo 60 cm). La forma biologica è emicriptofita scaposa (H scap), ossia è una pianta erbacea, perenne con gemme svernanti al livello del suolo e protette dalla lettiera o dalla neve, dotata di un asse fiorale più o meno eretto e con poche foglie.

### Radici
La radice è perenne (più precisamente sono secondarie da rizoma).

### Fusto
- Parte ipogea: la parte sotterranea consiste in un breve rizoma.
- Parte epigea: la parte aerea del fusto è eretta e a sezione tetragona; è poco ramosa (ma può essere anche semplice) e più o meno peloso-irsuta (peli setolosi patenti). Normalmente non sono presenti peli ghiandolari. Lunghezza dei peli: 1,2 – 2 mm.

### Foglie

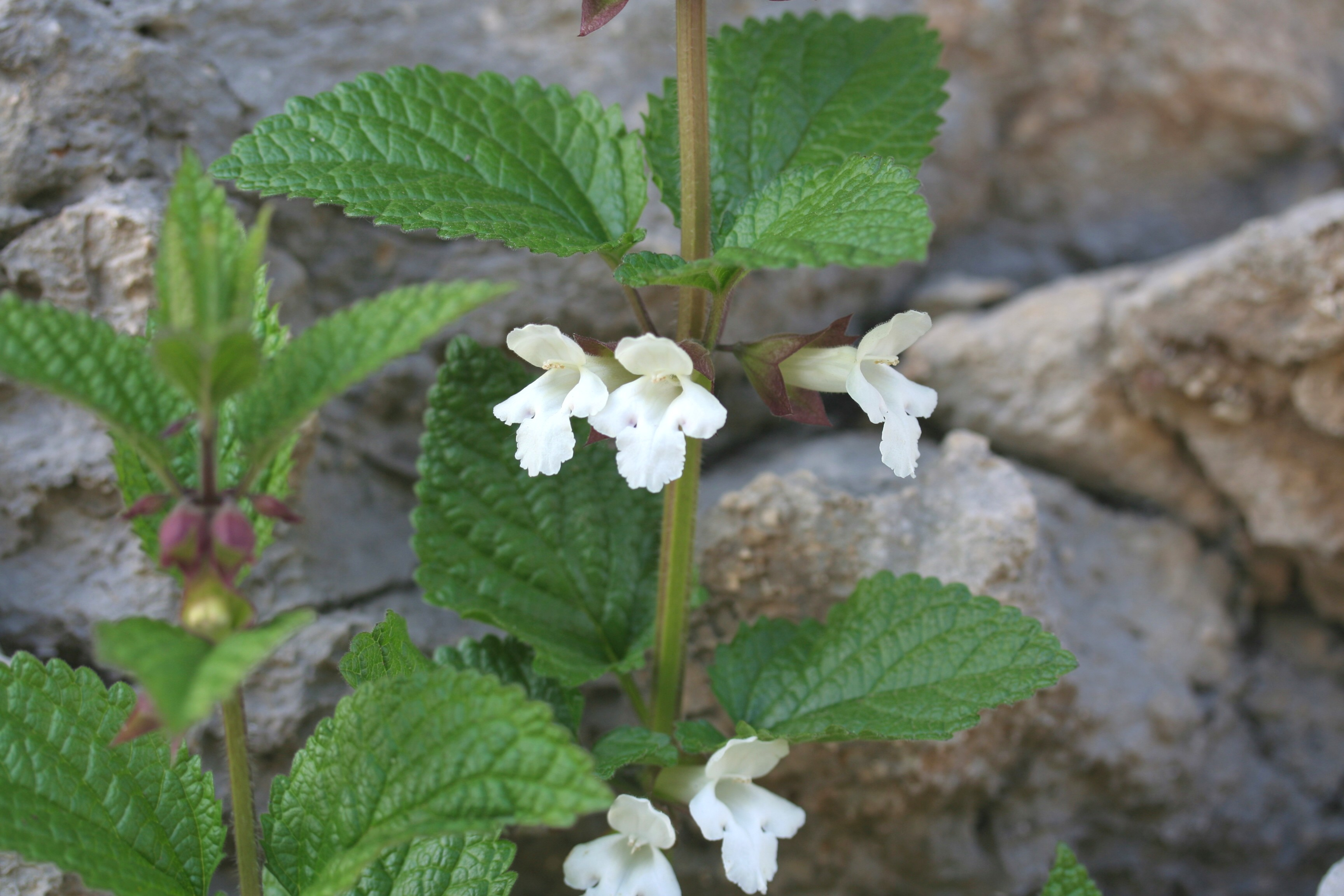
Le foglie
Località : Le Laste, Limana (BL), 661 m s.l.m. - 02/05/2008

Le foglie lungo il fusto sono disposte in modo opposto a due a due e sono brevemente picciolate, quasi sub-sessili (il picciolo è ispido). La lamina è relativamente grande e al centro è crenata,  mentre il bordo è dentato (10 – 20 denti acuti per lato) e la superficie è pubescente. La forma è ovalo-oblunga cordata alla base; verso l'alto decrescono gradualmente in grandezza. Il colore è verde-gaio. La nervatura è pennatosetta. Dimensione delle foglie: larghezza 3 – 5 cm; lunghezza 5 – 9 cm. Lunghezza dei peli 0,4 – 0,8 mm.

### Infiorescenza

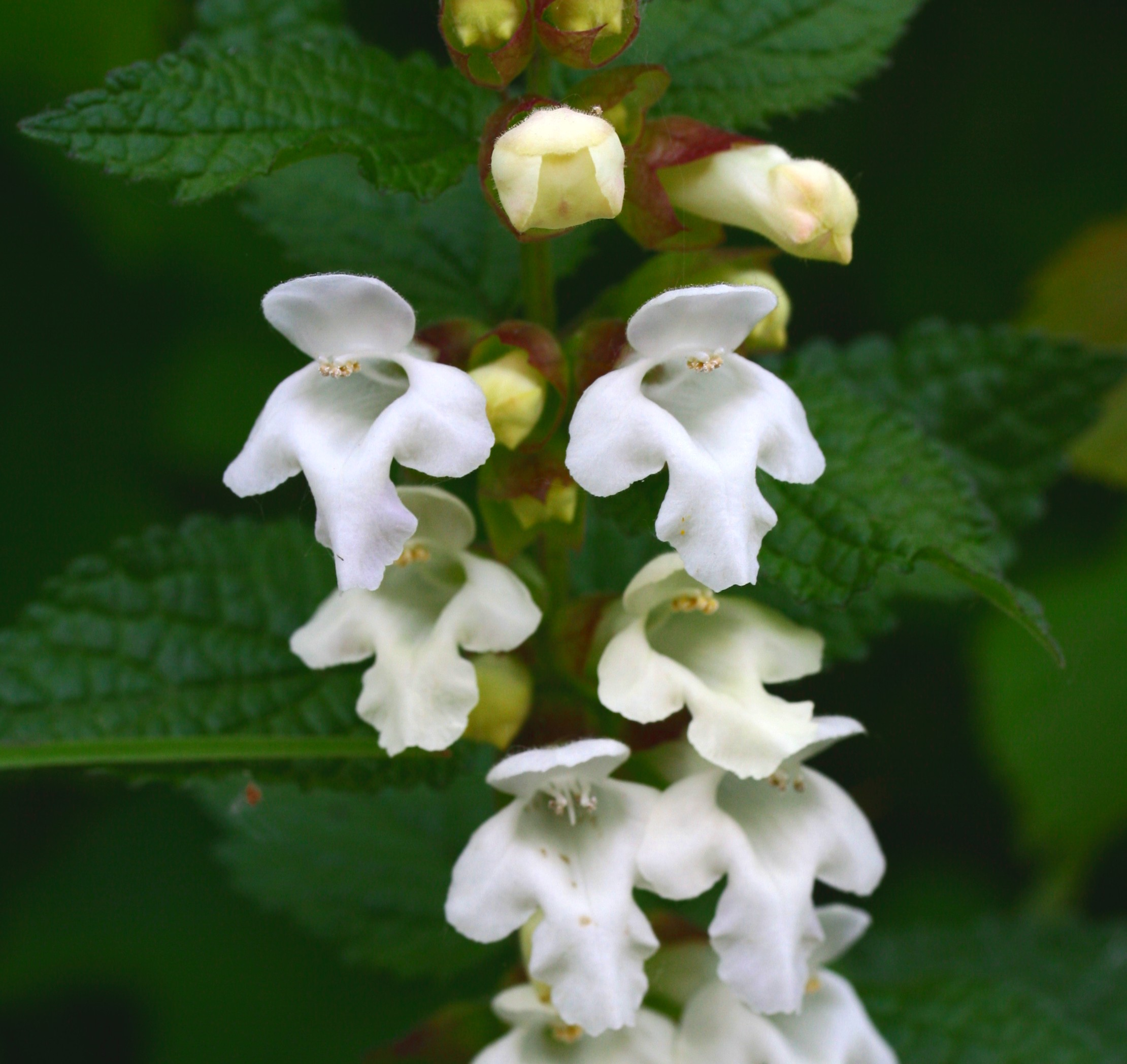
Infiorescenza
Località : Pellegai, Mel (BL), 503 m s.l.m. - 17/05/2007

L'infiorescenza è composta da grandi fiori peduncolati rosei o bianchi (da due a sei, o più) disposti in verticilli all'ascella delle foglie superiori. La disposizione dei fiori è unilaterale (tutti i fiori “guardano” da una stessa parte). I fiori sono inoltre disposti a copie e alla base di ogni copia sono presenti delle foglie fiorali o brattee. Lunghezza del peduncolo fiorale: 5 mm.

### Fiore

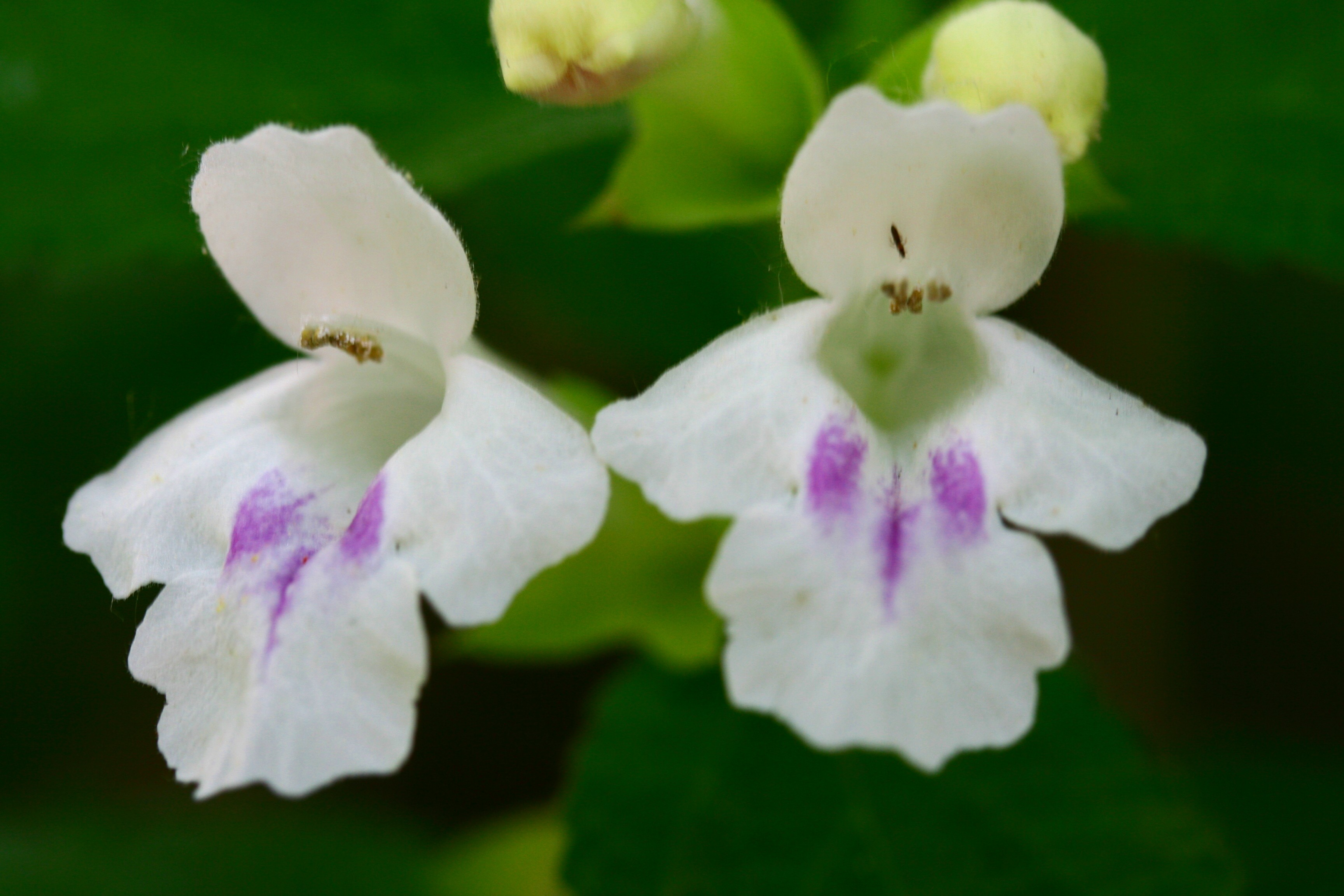
Il fiore
Località : Pellegai, Mel (BL), 503 m s.l.m. - 17/05/2007

I fiori sono ermafroditi, zigomorfi, tetraciclici (con i quattro verticilli fondamentali delle Angiosperme: calice– corolla – androceo – gineceo) e pentameri (calice e corolla formati da cinque elementi). I fiori sono profumati. Dimensione del fiore: 30 – 45 cm. 
- Formula fiorale:

K (5), C (5), A 2+2, G (2)

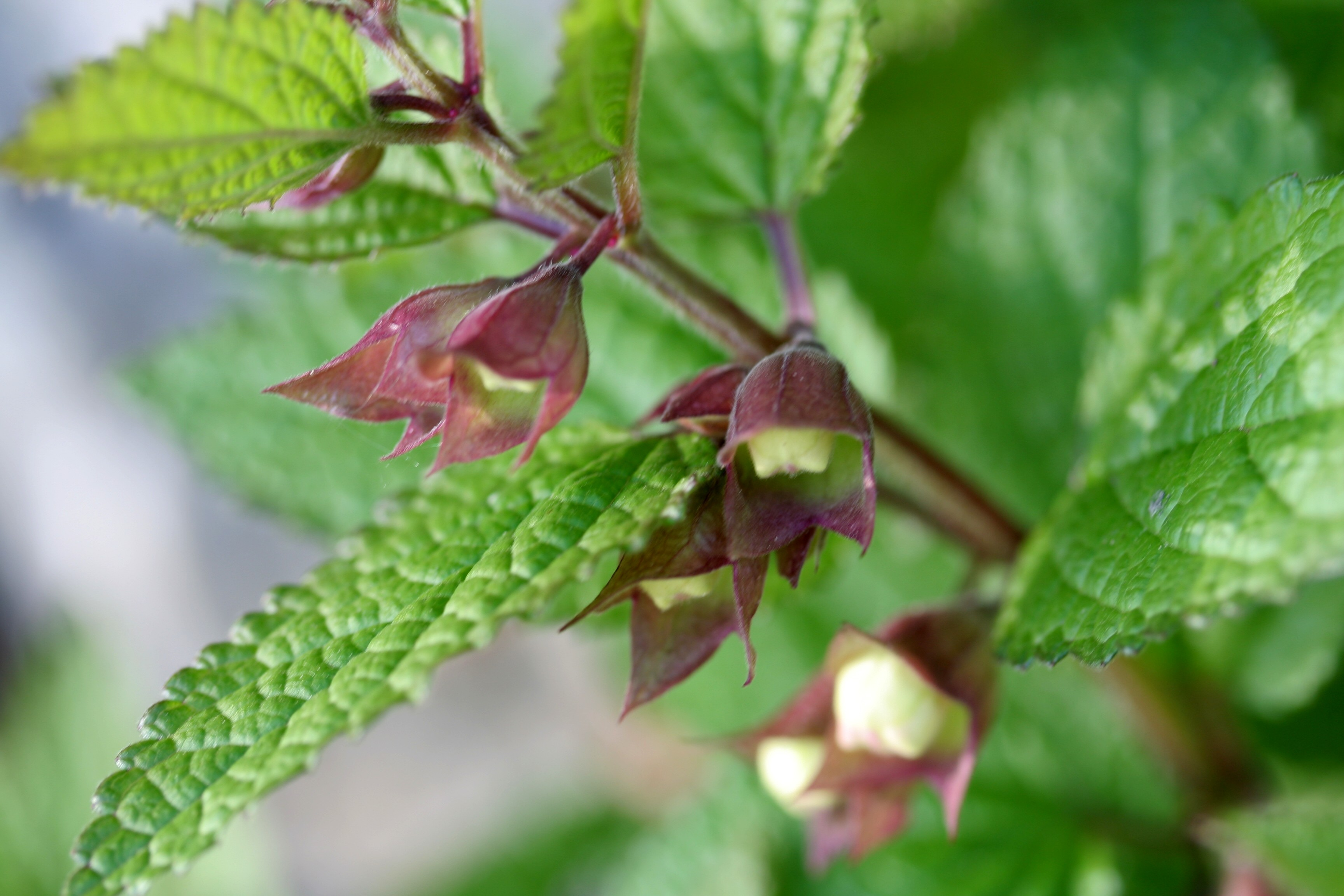
Il calice
Località : Le Laste, Limana (BL), 661 m s.l.m. - 02/05/2008

- Calice: i cinque sepali del calice sono concresciuti (gamosepalo) a forma campanulata un po' rigonfia; il labbro superiore è intero oppure bi-tridentato; il labbro inferiore è normalmente bifido. La lunghezza del calice è pari alla sua larghezza. Il calice è verde e di consistenza membranosa; a stagione inoltrata diventa marrone. Dimensione del calice: larghezza 9 – 12 mm; lunghezza 11 – 14 mm. Dimensioni del labbro superiore: 7 – 15 mm. Dimensioni del labbro inferiore: 4 – 8 mm.
- Corolla: i cinque petali sono completamente fusi (gamopetalo) in un'unica corolla pubescente formata da due labbra molto sviluppate (la distanza tra l'apice del labbro superiore e l'apice del labbro inferiore è di 18 – 33 mm); quello superiore è formato da due petali ed ha il bordo intero (o leggermente smarginato e a forma quadrangolare) e ripiegato all'insù; quello inferiore è formato da tre petali ed è trilobato (il lobo centrale a sua volta può essere intero o smarginato). Il labbro inferiore (specialmente se il colore del fiore è bianco), possiede al centro alcune vistose screziature porporine che lo impreziosiscono non poco. La corolla nella parte interna è provvista di abbondante nettare (con lo spessore anche di un centimetro[3]). Lunghezza totale della corolla : 25 – 40 mm. Lunghezza del tubo corollino: 25 – 28 mm. Dimensioni del labbro superiore: 7 – 14 mm. Dimensione del labbro inferiore: 9 – 20 mm.
- Androceo: gli stami sono quattro (didinami) tutti fertili, a due a due ravvicinati e aderenti al labbro superiore della corolla; i filamenti paralleli tra di loro sono provvisti di due denti apicali e le antere sono disposte a croce. Le antere inoltre sporgono dal tubo corollino.
- Gineceo: l'ovario è supero composto da quattro parti, derivate da due carpelli, con logge a forma ovata; lo stilo è semplice ed è inserito alla base dell'ovario (stilo “ginobasico”); lo stimma è bifido.
- Fioritura: da maggio ad agosto.
- Impollinazione: l'impollinazione è entomogama (soprattutto insetti notturni), ma anche i grossi bombi favoriti tra l'altro dalla grandezza delle fauci del fiore labiato.

### Frutti
Il frutto è formato da quattro acheni liberi di forma globulare e superficie pubescente. È contenuto nel calice persistente.

## Distribuzione e habitat
- Geoelemento: il tipo corologico (area di origine) è Centro - Europeo.
- Diffusione: In Italia è diffusa su tutto il territorio (escluse le isole). In Europa è diffusa nella parte centrale e meridionale, mentre sui rilievi europei non si trova sulle Alpi Dinariche.
- Habitat: l'habitat tipico di questa pianta sono i boschi di latifoglie (querceti, faggete e castagneti) in zone marginali o cedue; ma anche nelle zone ad arbusteti meso-termofili, pinete e gineprai. Il substrato preferito è calcareo con pH basico e terreno a bassi valori nutrizionali e a regime secco.
- Diffusione altitudinale: sui rilievi queste piante si possono trovare fino a 1400 m s.l.m.; frequentano quindi i seguenti piani vegetazionali: collinare e montano.

## Fitosociologia
Dal punto di vista fitosociologico la specie di questa scheda appartiene alla seguente comunità vegetale:
Formazione : delle comunità forestali
Classe : Quercetea pubescentis

## Usi

### Farmacia
- Sostanze presenti: la cumarina a pianta essiccata.
- Proprietà curative: vulnerarie (guarisce le ferite), diuretiche (facilita il rilascio dell'urina), sedative (calma stati nervosi o dolorosi in eccesso), antispasmodiche (attenua gli spasmi muscolari, e rilassa anche il sistema nervoso), emmenagoghe (regola il flusso mestruale), antisettiche (proprietà di impedire o rallentare lo sviluppo dei microbi) e astringenti (limita la secrezione dei liquidi).
- Parti usate: le parti aeree della pianta.

### Cucina
Con le foglie essiccate si possono preparare delle bevande simili al tè.

### Giardinaggio
I fiori dell'"Erba limona comune", pur essendo una pianta rustica, sono copiosi e graziosi per cui facilmente trovano impiego nei giardini rocciosi (soprattutto ai margini di aiuole piantate ad arbusti). Questa pianta non ha bisogno di molte cure, il terreno deve essere leggero e la posizione un po' ombreggiata. Può essere moltiplicata per seme o divisione dei cespi (dopo la fioritura). Esiste anche una cultivar chiamato grandiflora con fiori più grandi e maculati di rosso sul labbro inferiore.

### Altro
La pianta di questa scheda in genere è rifiutata dal bestiame da pascolo anche se i suoi fiori sono succhiati dalle api da miele, per cui è considerata invasiva e deve essere estirpata dai prati a pascolo.

## Galleria d'immagini

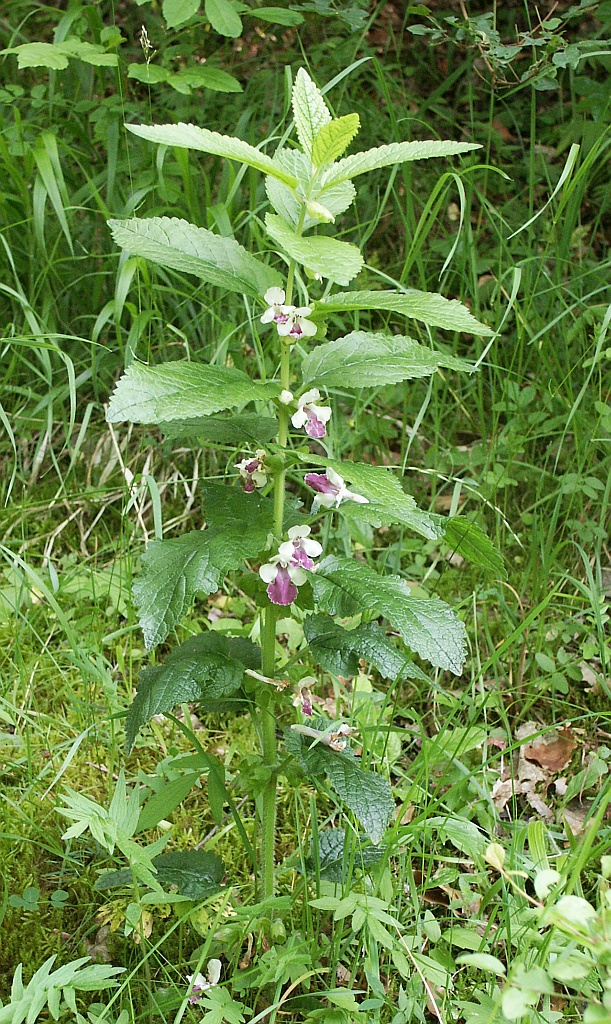
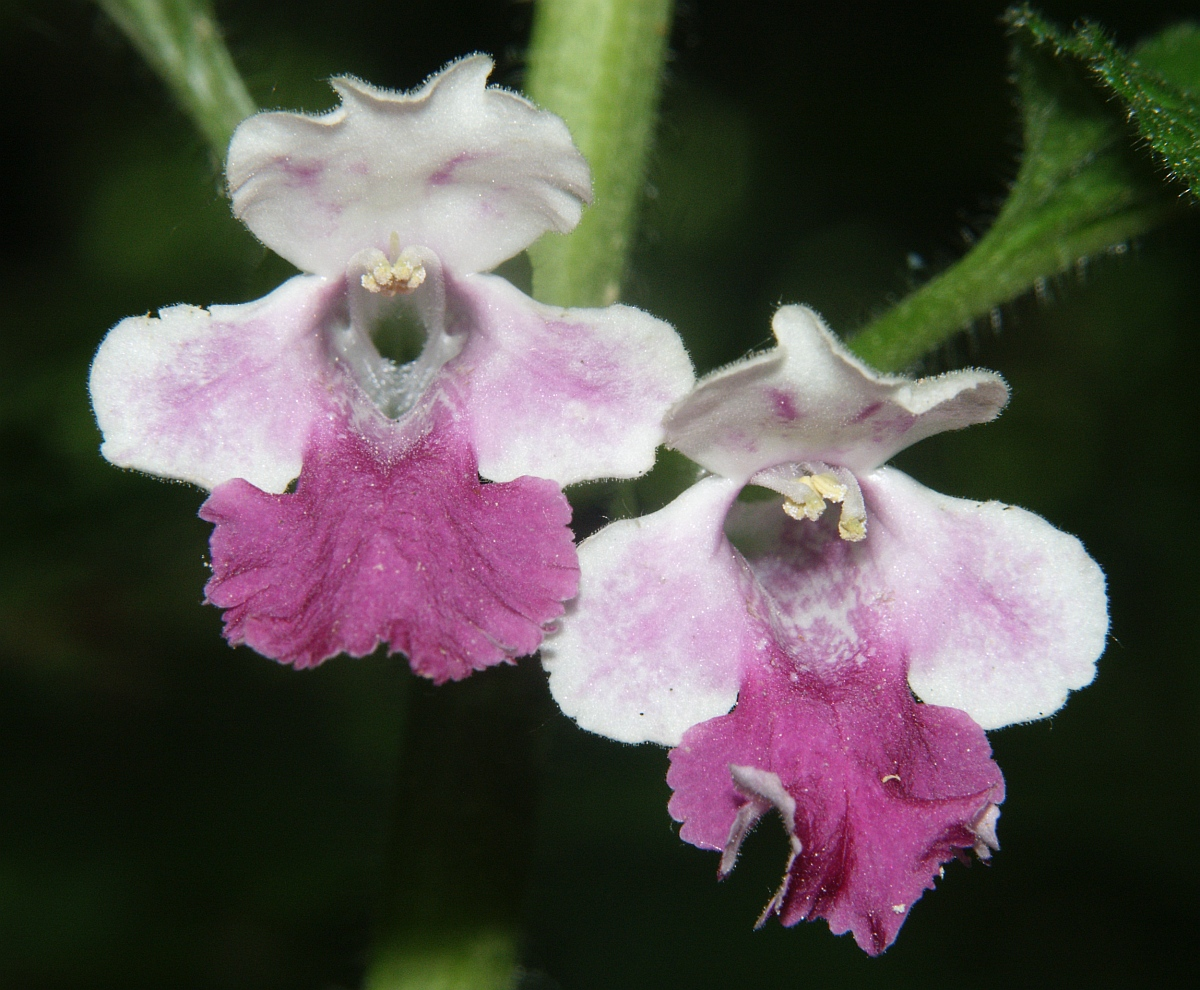
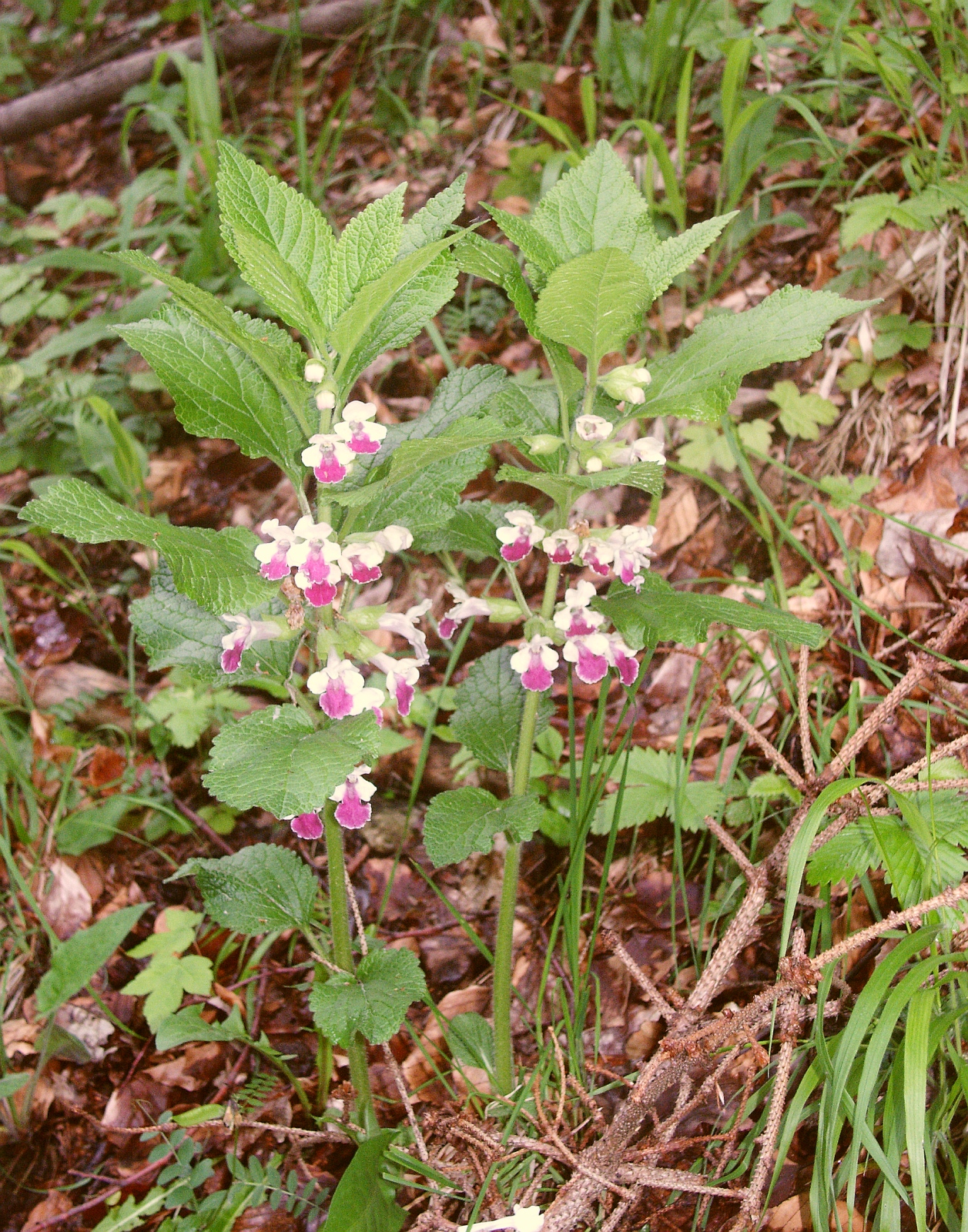
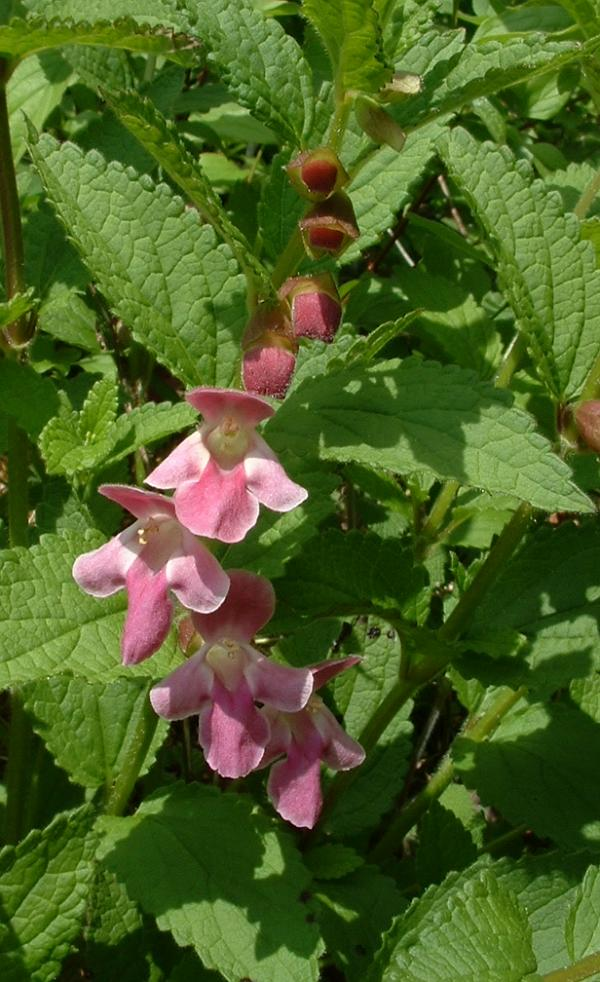